# ويليام بايواتر غروف
ويليام بايواتر غروف (بالإنجليزية: William Bywater Grove) (و. 1848 – 1938 م) هو عالم فطريات إنجليزي، ولد في برمينغهام، توفي في برمينغهام، عن عمر يناهز 90 عاماً.

## جوائز
حصل على جوائز منها:
- جائزة المنافسة العامة [الإنجليزية]‏ (1946)
- قائد الفنون والآداب